# Jan Marsalek
Jan Marsalek (auch Maršálek [ˈmarʃaːlɛk]; * 15. März 1980 in Wien) ist ein ehemaliges Vorstandsmitglied von Wirecard. Der Österreicher ist seit Juni 2020 auf der Flucht vor den deutschen Strafverfolgungsbehörden und wird mit internationalem Haftbefehl wegen gewerbsmäßigen Bandenbetrugs sowie wegen besonders schwerer Untreue und weiterer Vermögens- und Wirtschaftsdelikte gesucht. Er gilt als Hauptverdächtiger der Bilanzfälschung bei Wirecard im Umfang von mindestens 1,9 Milliarden Euro. Seit 2020 wurde bekannt, dass Marsalek auch während seiner Zeit als Wirecard-Vorstandsmitglied mutmaßlich langjähriger Zuträger und Mitarbeiter eines oder mehrerer russischer Geheimdienste war.

## Biographie

### Jugend und Einstieg bei Wirecard
Jan Marsalek wuchs in Klosterneuburg bei Wien auf. Sein Vater war Geschäftsführer eines holzverarbeitenden Betriebes in Tschechien und daher häufig über längere Zeit abwesend; Marsaleks Mutter soll „praktisch alleinerziehend“ gewesen sein. Der kommunistische Widerstandskämpfer Hans Maršálek (1914–2011) war sein Großvater.
Nach eigenen Angaben besuchte Marsalek in Wien das französische Gymnasium; das damit möglicherweise gemeinte Lycée Français de Vienne hat diese Angabe nicht bestätigt (Stand: 17. Juli 2020). Später wechselte er zum Bundesgymnasium und Bundesrealgymnasium Klosterneuburg, das er kurz vor dem Ablegen der Matura ohne Schulabschluss verließ. Mit 19 Jahren gründete er ein Softwareunternehmen für Anwendungen im elektronischen Handel. Im Jahr 2000 begann er seine Karriere bei Wirecard. Er wurde vom damaligen Vorstand und Gründer des Unternehmens angeworben, weil er sich mit dem Wireless Application Protocol (WAP) auskannte. Im Februar 2010 wurde er Chief Operating Officer und Vorstandsmitglied der inzwischen börsennotierten Wirecard AG. Sein Vorstandsgehalt lag zuletzt bei 2,7 Millionen Euro; sein Vermögen wird auf einen dreistelligen Millionenbetrag geschätzt. Dazu gehörten Marsalek – anders als beim Vorstandsvorsitzenden Markus Braun – kaum Unternehmensanteile, nur im Februar 2019 kaufte er Wirecard-Aktien für 110.000 Euro.
Zuletzt lebte Marsalek in Deutschland in einer Villa in der Prinzregentenstraße im Münchner Stadtteil Bogenhausen, die ein Geschäftspartner für ihn angemietet hatte, der dafür monatlich knapp 50.000 Euro zahlte. Die Miete erhielt er von Marsalek.

### Wirecard und Betrugsvorwürfe
Im März 2019 berichtete die Financial Times von verdächtigen Transaktionen in Singapur mit einem Gesamtvolumen in Höhe von zwei Milliarden Euro, über die Marsalek Bescheid gewusst haben soll. Am 18. Juni 2020 musste Wirecard eingestehen, keinen Nachweis über 1,9 Milliarden Euro zu haben. Marsalek wurde sofort freigestellt und wenige Tage später fristlos entlassen. In der Folge musste Wirecard Insolvenz anmelden. Marsalek gilt als einer der Hauptverantwortlichen. Die Vorwürfe der Staatsanwaltschaft München I gegen Jan Marsalek sind:
- gewerbsmäßiger Bandenbetrug (§ 263 Abs. 5 StGB)
- besonders schwerer Fall der Untreue (§ 266 Abs. 2 in Verbindung mit § 263 Abs. 3 Nr. 1 & Nr. 2 StGB)
- Bilanzfälschung (§ 283b Abs. 1 StGB)
- Börsenmanipulation (§ 119 Abs. 1 in Verbindung mit Abs. 5 Nr. 1 WpHG)
- weitere Vermögens- und Wirtschaftsdelikte

### Geheimdienstkontakte

#### Zu österreichischen Stellen
Der frühere FPÖ-Spitzenpolitiker Johann Gudenus soll von Marsalek mit vertraulichen Informationen aus den österreichischen Sicherheitsbehörden versorgt worden sein. Gudenus hat Marsalek im Sommer 2018 einen Termin im damals von der FPÖ geführten österreichischen Innenministerium verschafft. Der deutsche Generalbundesanwalt (GBA) untersucht nach Angaben des deutschen Bundesjustizministeriums Anhaltspunkte dafür, „dass der österreichische Staatsangehörige Jan Marsalek von einem Mitarbeiter des österreichischen Bundesamts für Verfassungsschutz und Terrorismusbekämpfung (BVT) als Vertrauensperson geführt wurde.“ Im Januar 2021 wurden in diesem Zusammenhang zwei BVT-Mitarbeiter und der ehemalige FPÖ-Nationalratsabgeordnete Thomas Schellenbacher verhaftet. Im 3. Untersuchungsausschuss der 19. Wahlperiode des Deutschen Bundestages ging es auch um die Frage, ob Marsalek Kontakte zum früheren Geheimdienstkoordinator Klaus-Dieter Fritsche hatte. Fritsche hatte 2019 als externer Berater für eine BVT-Reform Zugriff auf Akten und war ab Juni 2019 als Lobbyist für Wirecard tätig.

#### Zu russischen Stellen
Marsalek war mit Personen aus dem Umfeld des russischen Militärnachrichtendienstes GRU bekannt. Die Recherchen von Bellingcat und Spiegel legen nahe, dass der russische Inlandsgeheimdienst FSB ihn ab 2015 überwachte und seine Reisebewegungen sowie Buchungsdaten speicherte. 2016 stellte der FSB demnach die Speicherung ein, Marsalek reiste auch danach noch nach Russland ein – nach Bellingcat-Informationen über 60-mal. Er benutzte vier österreichische und einen Diplomatenpass. Die Reisen seien auffallend kurz gewesen, so verbrachte Marsalek oft nicht einmal einen Tag dort. Experten gehen davon aus, dass er längere Zeit mit Moskauer Diensten kooperierte. Marsalek verfügte im Jahr 2018 über vier streng vertrauliche Dokumente der Organisation für das Verbot chemischer Waffen über den Anschlag auf Sergei Wiktorowitsch Skripal in Salisbury.
Im März 2024 wurde publik, dass Marsalek in einem Strafverfahren im Vereinigten Königreich als zentrale Person einer Gruppe geführt wird, die Spione im Auftrag des russischen Staats waren; u. a. war der Investigativjournalist Christo Grosew ein Spionageziel. Marsalek soll ein europaweites Netzwerk von fünf russischen Agenten angeleitet haben, um Spionageaufträge für das Putin-Regime auszuführen bzw. Grosew ermorden zu lassen. In einer im Dezember 2024 veröffentlichten Anklageschrift wurde bekannt, dass diese Gruppe besprochen hatte, Grosew zu entführen und nach Russland zu verbringen oder zu töten. Vor Gericht wurde bekannt, dass Agenten des Spionagerings im Jahr 2022 in Grosews Wohnung in Wien einbrachen. Im Februar 2023 wurden fünf Mitglieder des Spionagerings verhaftet und im November 2024 am Central Criminal Court in London vor Gericht gestellt. Nachdem zwei von ihnen die Vorwürfe gestanden hatten, wurden die restlichen drei im März 2025 für schuldig befunden. Das Strafmaß ist bisher noch nicht bekannt.
Diese Gruppe spähte auch einen US-Militärstützpunkt in den Patch Barracks in Stuttgart aus, in dem ukrainische Soldaten an „Patriot“-Systemen trainiert wurden. Ziel war es laut Chatprotokollen, die im Prozess gegen die Gruppe publik wurden, mit IMSI-Catchern Mobiltelefonnummern der dort trainierten ukrainische Soldaten herauszufinden in der Hoffnung, anhand dieser Telefonnummern später Patriotsysteme in der Ukraine orten und bekämpfen zu können.
Im April 2024 wurde der frühere Mitarbeiter des österreichischen Bundesamtes für Verfassungsschutz und Terrorismusbekämpfung Egisto Ott festgenommen, der im Auftrag Marsaleks interne Daten des BVT abgefragt haben soll. Ott wird vorgeworfen, die Meldeadresse von Christo Grosew vor dem Einbruch in dessen Wohnung abgefragt zu haben. Ott soll für Marsalek auch Abfragen zu Personen gemacht haben, deren Aufenthaltsort der FSB wissen wollte, unter anderem zu einem abtrünnigen FSB-Agenten.
Spätestens im Juni 2024 hatte der deutsche Generalbundesanwalt Ermittlungen gegen Marsalek wegen des Verdachts der Spionage für Russland eingeleitet.

### Versuchter Kauf von Spionagesoftware und Aktivitäten in Libyen
Im November 2013 soll Marsalek versucht haben, Spyware des italienischen Unternehmens HackingTeam zu erwerben, die dieses nach eigenen Angaben ausschließlich an staatliche Stellen verkauft. Ende Oktober 2013 wird er in einem Schreiben an das Unternehmen als Repräsentant des Inselstaats Grenada genannt, in dem Interesse am Kauf der HackingTeam-Spyware bekundet und eine Produktvorführung angefragt wird. Das Schreiben ist dem Anschein nach auf offiziellem Briefpapier Grenadas gedruckt und trägt die Unterschrift des damaligen grenadischen Außenministers Nickolas Steele. Gegenüber dem Spiegel bestätigte Steele ein letzten Endes erfolgloses Treffen mit Marsalek im Sommer 2013, bei dem es um Wirecard-Technologie zur Zahlungsabwicklung gegangen sei. Steele bestritt die Echtheit des Schreibens an HackingTeam ebenso wie der Geschäftsführer des als Zwischenhändler genannten mexikanischen Unternehmens Encryptech. Im Juli 2013 waren auf den Namen Jan Marsalek Internet-Domains mit offiziell erscheinendem Namen registriert worden, darunter stateofgrenada.org, die zu Servern in Deutschland führten. Der ehemalige Chef von HackingTeam bestritt das Zustandekommen eines Treffens mit Marsalek oder Repräsentanten Grenadas. Interne E-Mails, deren Echtheit ein ehemaliger HackingTeam-Mitarbeiter bestätigte, legen jedoch nahe, dass am 27. November 2013 eine Spyware-Vorführung für Marsalek stattfand. Laut dem Chef des HackingTeam-Nachfolgeunternehmens Memento Labs und zwei weiteren ehemaligen HackingTeam-Mitarbeitern kam es jedoch zu keinem Vertragsabschluss zwischen HackingTeam und Grenada oder Marsalek.
Marsalek hatte Kontakte zu einer „russischen Sicherheitsfirma, die in Libyen aktiv war“, sowie zu den Eigentümern einer Zementfabrik in Libyen. Außerdem plante er dort laut Kilian Kleinschmidt kurzzeitig ein Flüchtlingsprojekt, später stattdessen eine „Grenzschutztruppe für die Bewachung der libyschen Südgrenze“; dabei soll es sich um eine 15.000 Mann starke Söldnertruppe gehandelt haben.

### Flucht und Aufenthalt in Russland
Marsalek wird mit internationalem Haftbefehl gesucht. Ihm werden Marktmanipulation, Bilanzfälschung, Untreue und bandenmäßiger Betrug vorgeworfen.
Am 18. Juni 2020 wurde er von Wirecard freigestellt. An diesem Tag bekamen ihn auch seine Kollegen letztmalig zu Gesicht. Zuletzt gesehen wurde Marsalek in Wien, wo er sich kurz vor dem Abflug vom österreichischen Flugplatz Vöslau in einem italienischen Speiselokal mit Martin Weiss, einem früheren hochrangigen Abteilungsleiter im Bundesamt für Verfassungsschutz und Terrorismusbekämpfung (BVT) traf. Weiss steht im Verdacht, in seiner aktiven Zeit für Marsalek und damit Moskau spioniert zu haben.
Zunächst war spekuliert worden, er halte sich auf den Philippinen auf. Seine angebliche dortige Einreise am 23. Juni 2020 und seine Ausreise nach China am 24. Juni 2020 stellten sich jedoch als fingiert heraus. Am 4. Juli erklärte der philippinische Justizminister Menardo Guevarra, Beamte der philippinischen Einwanderungsbehörde hätten entsprechende Daten gefälscht. Am 12. August 2020 wurde die Öffentlichkeit über Aktenzeichen XY … ungelöst um Mithilfe bei der Fahndung gebeten. Nach Angaben des Spiegel reiste Marsalek mit falschem Pass zunächst nach Belarus ein. Laut dem Recherchenetzwerk Bellingcat flog er noch am Tag seiner Freistellung bei Wirecard Mitte Juni von Klagenfurt über Tallinn nach Minsk. Wegen des politischen Konflikts zwischen Russland und Belarus sei es dem russischen Militärgeheimdienst GRU aber zu riskant gewesen, ihn im Nachbarland zu belassen. Deshalb habe man ihn weiter nach Russland gebracht. Das Handelsblatt berichtete unter Berufung auf Unternehmer-, Justiz- und Diplomatenkreise, dass er auf einem Anwesen westlich von Moskau unter Aufsicht des russischen Militärgeheimdienstes untergebracht wurde.
Im September 2021 wurde bekannt, dass im Frühjahr 2021 bei einem Vermieter einer von Marsalek angemieteten Wohnung im Münchner Stadtteil Schwabing rund 80.000 Euro eingegangen waren. In der Wohnung wohnte zuvor Marsaleks Freundin. Die Überweisung erfolgte durch ein Pseudonym aus den Vereinigten Arabischen Emiraten. Ob Marsalek oder ein Strohmann für diese Überweisung verantwortlich ist, ist bisher unklar. Unter Berufung auf geheime Akten berichtete Bild im April 2022, dass dem Bundesnachrichtendienst Anfang 2021 angeboten worden sei, Marsalek in Moskau zu vernehmen. Er soll sich zu dem Zeitpunkt in Rasdory in der Oblast Moskau aufgehalten haben; das Dorf an der Rubljowka gilt als Nobelvorort der russischen Hauptstadt.  Nach Informationen der Süddeutschen Zeitung soll Marsalek im Jahr 2022 unter dem Namen German Baschenow im Villenviertel Meyendorff Gardens bei Moskau, in dem sich auch das Gästehaus des Kreml befindet, gelebt und unter ständiger Bewachung des russischen Geheimdienstes gestanden haben. Die deutsche Justiz verlangte von Russland seine Auslieferung. Seitdem wurde er auch in Dubai (VAE) vermutet.
Mitte Juli 2023 wandte sich Marsalek über seinen Verteidiger schriftlich an das Landgericht München I. Im März 2024 berichteten ZDF Frontal, Der Spiegel, Der Standard und The Insider unter Berufung auf gemeinsame Recherchen, dass Marsalek mithilfe russischer Geheimdienste seit September 2020 einen russischen Pass besitze, der ihn als Konstantin Wladimirowitsch Bajasow ausweist, und dass diese Personendaten originär von einem orthodoxen Priester, der in Lipezk lebt und ähnlich aussieht wie Marsalek, stammten.

## Rezeption in Medien und Musik
Die Satire-Sendung ZDF Magazin Royale befasste sich in ihrer Ausgabe vom 27. November 2020 ausführlich mit Jan Marsalek. In der Sendung wurde auf eine gemeinsam mit dem Handelsblatt erstellte neue Website hingewiesen, auf der ausführlicher über den Fall informiert wird. Marsaleks Wirken wurde in dem im Dezember 2020 im Ersten ausgestrahlten Dokumentarfilm Der Fall Wirecard. Von Sehern, Blendern und Verblendeten des Bayerischen Rundfunks kurz thematisiert.
2021 erschien das Dokudrama Der große Fake – Die Wirecard-Story von den Drehbuchautoren Hannah Ley und Raymond Ley. Der Film kombiniert spielerische Elemente mit Erzählungen realer Zeitzeugen wie der Hedgefondsgründerin Fahmi Quadir. Im Mai 2021 erschien Wirecard – Die Milliarden-Lüge, produziert von Sky Deutschland, Das Erste und RBB. Der Dokumentarfilm zeigt, wie mutige Informanten und Journalisten gegen alle Widerstände einen der größten Finanzskandale aller Zeiten aufdeckten. Zum selben Zeitpunkt beleuchtete der ORF im Dokumentarfilm Der talentierte Herr Marsalek – Wie man Geld erfindet Marsaleks Biografie genauer.
Im Juli 2022 wurde auf Netflix die Wirecard-Satire King of Stonks veröffentlicht. Die Miniserie ist vom Finanzbetrug und den handelnden Personen der Wirecard inspiriert. Im September desselben Jahres veröffentlichte der Streamingdienstleister die Dokumentation Skandal! Der Sturz von Wirecard.